# Coupe de France 1956/57
Het seizoen 1956/57 was het 40e seizoen van de Coupe de France in het voetbal. Het toernooi werd georganiseerd door de Franse voetbalbond.
Dit seizoen namen er 1149 clubs deel. De competitie ging in de zomer van 1956 van start en eindigde op 26 mei 1957 met de finale in het Stade Olympique Yves-du-Manoir in Colombes. De finale werd gespeeld tussen Toulouse FC en SCO Angers (beide clubs waren voor de eerste keer finalist). Toulouse FC veroverde de beker door SCO Angers met 6-3 te verslaan.

## Uitslagen

### 1/32 finale
De wedstrijden werden op 13 januari gespeeld, de beslissingswedstrijden op 16 (El Biar - Aix) en 17 januari (Nancy - Sète). De 18 clubs van de Division 1 kwamen in deze ronde voor het eerst in actie.
| Winnaar                | Uitslag     | Verliezer            |
| ---------------------- | ----------- | -------------------- |
| Toulouse FC            | 2-1         | US Blanzy-Montceau   |
| SCO Angers             | 5-0         | ASJ Châteaudun       |
| OGC Nice               | 1-0         | Stade Rodez          |
| Girondins Bordeaux     | 2-0         | Stade Saint-Brieuc   |
| UA Sedan Torcy         | 2-0         | FC Rouen             |
| Olympique Nîmes        | 3-1         | Stade Ruffec         |
| Lille OSC              | 10-0        | CSP Rehon            |
| AS Cannes              | 1-0         | US Albenas           |
| FC Grenoble            | 2-0         | SC Abbeville         |
| AC Denain              | 3-1         | US Boulogne          |
| Olympique Lyon         | 5-1         | AS Giraumont         |
| FC Perpignan           | 1-0         | SC Draguignan-Le Muy |
| FC Sochaux             | 7-1         | JA Armentières       |
| AS Monaco              | 3-1         | SA Thiers            |
| SCU El Biar (Algerije) | 1-1 nv; 1-0 | AS Aix               |
| FC Nancy               | 0-0 nv; 5-1 | FC Sète              |

| Winnaar               | Uitslag | Verliezer               |
| --------------------- | ------- | ----------------------- |
| RC Lens               | 10-0    | AAJ Blois               |
| RC Paris              | 8-0     | SC Saint-Nazaire        |
| AS Béziers            | 3-2     | CA Gombert              |
| CS Blénod             | 4-1     | AS Mulhouse             |
| Olympique Alès        | 6-1     | Limoges FC              |
| US Valenciennes-Anzin | 3-1     | SPN Vernon              |
| RC Strasbourg         | 2-1     | RCFC Besançon           |
| US Quevilly           | 2-0     | US Viesly               |
| FC Metz               | 1-0     | Sporting Toulon         |
| ES Juvisy             | 3-2 nv  | AS Brest                |
| FC Nantes             | 6-2     | US Saint-Malo           |
| Olympique Marseille   | 2-1     | CS Fontainebleau        |
| AS Saint-Étienne      | 5-2     | US Normande Colombelles |
| SM Caen               | 2-1     | US Corbeil Essonnes     |
| Stade Reims           | 4-0     | FC Mulhouse             |
| Stade Rennes          | 3-2     | CO Roubaix-Tourcoing    |

### 1/16 finale
De wedstrijden werden op 3 februari gespeeld, de beslissingswedstrijden op 7 (Toulouse - Lens), 10 (Monaco - Caen) en 14 februari, de derde wedstrijd tussen Nîmes - Valenciennes op 21 februari.
| Winnaar            | Uitslag             | Verliezer             |
| ------------------ | ------------------- | --------------------- |
| Toulouse FC        | 2-2 nv; 3-0         | RC Lens               |
| SCO Angers         | 1-0                 | RC Paris              |
| OGC Nice           | 3-0                 | AS Béziers            |
| Girondins Bordeaux | 6-1                 | CS Blénod             |
| UA Sedan Torcy     | 1-1 nv; 3-1         | Olympique Alès        |
| Olympique Nîmes    | 2-2 nv; 0-0 nv; 3-1 | US Valenciennes-Anzin |
| Lille OSC          | 4-1                 | RC Strasbourg         |
| AS Cannes          | 2-0                 | US Quevilly           |

| Winnaar        | Uitslag     | Verliezer           |
| -------------- | ----------- | ------------------- |
| FC Grenoble    | 2-1         | FC Metz             |
| AC Denain      | 2-0         | ES Juvisy           |
| Olympique Lyon | 2-2 nv; 4-1 | FC Nantes           |
| FC Perpignan   | 2-1         | Olympique Marseille |
| FC Sochaux     | 3-2         | AS Saint-Étienne    |
| AS Monaco      | 1-1 nv; 3-1 | SM Caen             |
| SCU El Biar    | 2-0         | Stade Reims         |
| FC Nancy       | 2-1         | Stade Rennes        |

### 1/8 finale
De wedstrijden werden op 3 maart gespeeld, de enige beslissingswedstrijd op 7 maart.
| Winnaar            | Uitslag     | Verliezer      |
| ------------------ | ----------- | -------------- |
| Toulouse FC        | 0-0 nv; 2-0 | FC Grenoble    |
| SCO Angers         | 1-0         | AC Denain      |
| OGC Nice           | 1-0         | Olympique Lyon |
| Girondins Bordeaux | 1-0         | FC Perpignan   |

| Winnaar         | Uitslag | Verliezer   |
| --------------- | ------- | ----------- |
| UA Sedan Torcy  | 3-1     | FC Sochaux  |
| Olympique Nîmes | 4-3 nv  | AS Monaco   |
| Lille OSC       | 4-0     | SCU El Biar |
| AS Cannes       | 1-0 nv  | FC Nancy    |

### Kwartfinale
De wedstrijden werden op 7 april gespeeld, de beslissingswedstrijden op 11 (Angers - Nîmes) en 18 april (Nice - Lille).
| Winnaar            | Uitslag     | Verliezer       |
| ------------------ | ----------- | --------------- |
| Toulouse FC        | 3-2 nv      | UA Sedan Torcy  |
| SCO Angers         | 0-0 nv; 4-1 | Olympique Nîmes |
| OGC Nice           | 2-2 nv; 7-1 | Lille OSC       |
| Girondins Bordeaux | 2-1 nv      | AS Cannes       |

### Halve finale
De wedstrijden werden op 5 mei gespeeld.
| Winnaar     | Uitslag | Verliezer          |
| ----------- | ------- | ------------------ |
| Toulouse FC | 3-2     | OGC Nice           |
| SCO Angers  | 1-0     | Girondins Bordeaux |

### Finale
De wedstrijd werd op 26 mei 1957 gespeeld in het Stade Olympique Yves-du-Manoir in Colombes voor 43.125 toeschouwers. De wedstrijd stond onder leiding van de Engelse scheidsrechter Jack Clough.
| Winnaar | Uitslag | Finalist                                                            |
| --- | ------- | ------------------------------------------------------------------- |
| Toulouse FC | 6-3     | SCO Angers                                                          |
| René Dereuddre 11' René Dereuddre 24' Abdelhamid Bouchouk 28' Robert Bocchi 61' Eduardo Di Loreto 85' Saïd Brahimi 89' |         | 35' Henri Biancheri e.d. 83' Richard Boucher 88' Claude Bourrigault |

1917/18 · 1918/19 · 1919/20 · 1920/21 · 1921/22 · 1922/23 · 1923/24 · 1924/25 · 1925/26 · 1926/27 · 1927/28 · 1928/29 · 1929/30 · 1930/31 · 1931/32 · 1932/33 · 1933/34 · 1934/35 · 1935/36 · 1936/37 · 1937/38 · 1938/39 · 1939/40 · 1940/41 · 1941/42 · 1942/43 · 1943/44 · 1944/45 · 1945/46 · 1946/47 · 1947/48 · 1948/49 · 1949/50 · 1950/51 · 1951/52 · 1952/53 · 1953/54 · 1954/55 · 1955/56 · 1956/57 · 1957/58 · 1958/59 · 1959/60 · 1960/61 · 1961/62 · 1962/63 · 1963/64 · 1964/65 · 1965/66 · 1966/67 · 1967/68 · 1968/69 · 1969/70 · 1970/71 · 1971/72 · 1972/73 · 1973/74 · 1974/75 · 1975/76 · 1976/77 · 1977/78 · 1978/79 · 1979/80 · 1980/81 · 1981/82 · 1982/83 · 1983/84 · 1984/85 · 1985/86 · 1986/87 · 1987/88 · 1988/89 · 1989/90 · 1990/91 · 1991/92 · 1992/93 · 1993/94 · 1994/95 · 1995/96 · 1996/97 · 1997/98 · 1998/99 · 1999/00 · 2000/01 · 2001/02 · 2002/03 · 2003/04 · 2004/05 · 2005/06 · 2006/07 · 2007/08 · 2008/09 · 2009/10 · 2010/11 · 2011/12 · 2012/13 · 2013/14 · 2014/15 · 2015/16 · 2016/17 · 2017/18 · 2018/19 · 2019/20 · 2020/21 · 
2021/22 · 2022/23 · 2023/24 · 2024/25 ·